# Rugby Manitoba
 Rugby Manitoba  ou fédération de rugby à XV du Manitoba, est une fédération  de rugby à XV canadienne. 
Elle administre la pratique du rugby à XV dans le Manitoba, province du Canada. La Division 1 Men's représente le niveau le plus élevé du rugby dans l'Alberta, suivie par la Division 2 Men's.

## Liste des clubs masculins

### Division 1 Men's
| - Winnipeg Wasps - Date de création : - Ville : Winnipeg - Assassins RFC - Date de création : 1967 - Ville : Winnipeg - Highlanders RFC - Date de création : - Ville : | - University of Manitoba Wombats - Date de création : 1973 - Ville : Winnipeg - Brandon Barbarians RFC - Date de création : 1981 - Ville : Brandon |

### Division 2 Men's
| - Assassins RFC A - Date de création : 1967 - Ville : Winnipeg - South East Thistles - Date de création : - Ville : Steinbach - Winnipeg Wanderers - Date de création : 1926 - Ville : Winnipeg - Winnipeg Saracens RFC - Date de création : 1968 - Ville : Winnipeg | - Winnipeg Wasps A - Date de création : - Ville : Winnipeg - Brandon Barbarians RFC A - Date de création : 1981 - Ville : Brandon - University of Manitoba Wombats A - Date de création : 1973 - Ville : Winnipeg |

## Palmarès de laDivision 1 Men's
| Saison | Vainqueur                      | Score   | Finaliste                      |
| ------ | ------------------------------ | ------- | ------------------------------ |
| ...    | -                              | -       | -                              |
| 2010   | University of Manitoba Wombats | -       | -                              |
| 2011   | University of Manitoba Wombats | -       | -                              |
| 2012   | University of Manitoba Wombats | -       | -                              |
| 2013   | -                              | -       | -                              |
| 2014   | Brandon Barbarians             | 51 - 31 | University of Manitoba Wombats |
| 2015   | Assassins RFC                  | 37 - 8  | University of Manitoba Wombats |
| 2016   | -                              | -       | -                              |

## Palmarès de laDivision 2 Men's
| Saison | Vainqueur          | Score   | Finaliste          |
| ------ | ------------------ | ------- | ------------------ |
| ...    | -                  | -       | -                  |
| 2010   | Brandon Barbarians | -       | -                  |
| 2011   | -                  | -       | -                  |
| 2012   | -                  | -       | -                  |
| 2013   | -                  | -       | -                  |
| 2014   | -                  | -       | -                  |
| 2015   | Winnipeg Saracens  | 32 - 15 | Winnipeg Wanderers |
| 2016   | -                  | -       | -                  |